# Angiología

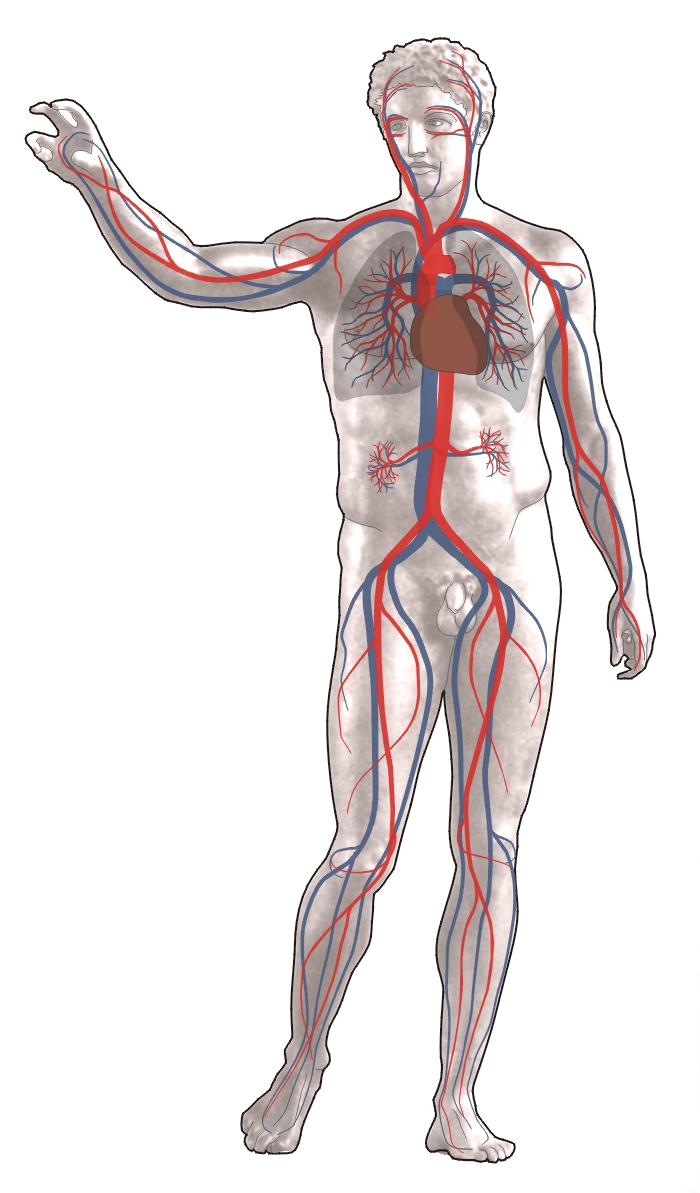
Esquema del sistema circulatorio humano.

La angiología (del gr. ἀγγεῖον, 'vaso' y -λογία, 'estudio') es la especialidad médica que se encarga del estudio de los vasos del sistema circulatorio (venas y arterias) y del sistema linfático; incluyendo la anatomía de los vasos sanguíneos (como arterias, venas, capilares) y la de los linfáticos, además de sus enfermedades.
En España está reconocida la especialidad médico-quirúrgica Angiología y Cirugía Vascular, que se ocupa del diagnóstico y tratamiento de las enfermedades de los vasos sanguíneos (arterias y venas) quedando excluidos el corazón y las arterias intracraneales.

## Alcance
Las enfermedades arteriales incluyen la aorta (aneurismas/disección) y las arterias que irrigan las piernas, las manos, los riñones, el cerebro y los intestinos. También cubre la trombosis arterial y la embolia; vasculitis; y trastornos vasoespásticos. Naturalmente, se ocupa de la prevención de enfermedades cardiovasculares como el infarto de miocardio y el ictus. Las enfermedades venosas incluyen trombosis venosa, insuficiencia venosa crónica y venas varicosas. Las enfermedades linfáticas incluyen formas primarias y secundarias de linfedema. También implica la modificación de factores de riesgo de enfermedad vascular como colesterol alto, presión arterial alta.
Los factores de riesgo cardiovascular como la hipertensión arterial, el colesterol elevado y otros caen dentro de la especialidad de la medicina vascular.

## Patrones de enfermedad
Los cuadros clínicos correspondientes se dividen en enfermedades de la parte irrigadora o arterial de la sistema circulatorio, es decir, las arterias y las arteriolas, así como los capilares como nexo de unión con la parte drenante del sistema circulatorio, las venas y los vasos linfáticos (o el sistema linfático).

### Enfermedades de las arterias
Alrededor del 90-95 % de las enfermedades arteriales están causadas por arteriosclerosis con la formación de estrechamientos (estenosis) u oclusiones. Por su frecuencia y relevancia para los afectados, cabe mencionar especialmente:
- enfermedad oclusiva arterial de las arterias pélvicas y de las piernas
- constricción de la arteria carótida (Arteria carotis communis)
- Estrechamiento de la arteria renal y de las arterias internas (arteria mesentérica superior y arteria mesentérica inferior).

Las arterias de la cintura escapular y de los brazos rara vez se ven afectadas por estrechamientos arterioscleróticos.
Además de la formación de estrechamientos, la arteriosclerosis también puede provocar la dilatación de los vasos debido al debilitamiento de las estructuras de la pared vascular, lo que se denomina aneurisma cuando alcanza cierto grado.
Debido al peligro de desgarro de la pared vascular (rotura) o de depósito de sangre coagulada en el aneurisma y posterior desprendimiento (embolia), las más importantes son las dilataciones de las
- Arterias ilíacas
- Arterias torácicas y abdominales (aorta)
- arteria poplítea

En comparación con la arteriosclerosis, las causas raras de enfermedad vascular arterial son:
- secuelas de radiación
- embolia
- enfermedades vasculares inflamatorias (vasculitis)

Una forma especial de enfermedad vascular inflamatoria es la tromboangeítis obliterante, que suele convertirse en arteriosclerosis en el curso de la enfermedad, y
- Lesiones vasculares.

Los "trastornos circulatorios funcionales" no son consecuencia de lesiones vasculares estructurales (es decir, estenosis u oclusión), sino el resultado de un control defectuoso del sistema vascular por diversos motivos. Los cuadros clínicos típicos son:
- acrocianosis
- eritromelalgia
- síndrome de Raynaud

Los síntomas de Raynaud también pueden aparecer en enfermedades sistémicas en el sentido de una vasculitis concomitante, como en el lupus eritematoso o la esclerodermia.
El uso de fármacos que contienen ergotamina, que se utilizan para algunas formas de migraña, puede provocar un espasmo pronunciado de los vasos arteriales, especialmente en caso de sobredosis, lo que puede ocasionar daños irreversibles.
El síndrome del pie diabético es sólo en parte el resultado de una circulación sanguínea alterada. Está causado principalmente por lesiones nerviosas y daños en el esqueleto del pie. El mal perforans se refiere a una forma especial en la planta del pie bajo las articulaciones metatarsofalángicas.

### Enfermedades de las venas
Las enfermedades venosas comunes que son significativas no sólo para el individuo sino también para la economía nacional son:
- Varices primarias (varicosis), que se heredan en un 70 % aproximadamente.
- Insuficiencia venosa crónica debida a una debilidad congénita del sistema venoso profundo.
- Trombosis venosa (trombosis) con la consecuencia de:
  - daño venoso adquirido permanente, es decir, síndrome postrombótico.
  - úlcera crónica de la parte inferior de la pierna ulcus cruris.

Como consecuencia de las varices o también como signo externo de otra enfermedad subyacente, puede producirse inflamación y formación de coágulos en las venas superficiales de la piel, lo que se denomina tromboflebitis.

### Enfermedades de los vasos linfáticos
Básicamente, hay que distinguir entre linfedema primario y secundario. El linfedema primario es el resultado de una debilidad hereditaria o de la no formación (atresia) de los canales linfáticos y suele manifestarse en la tercera o cuarta década de la vida, mientras que el linfedema secundario es el resultado de otra enfermedad que también daña el drenaje linfático. El linfedema que ya no es reversible y es masivo se denomina elefantiasis.
La linfangitis y la erisipela son enfermedades inflamatorias relativamente frecuentes de los vasos linfáticos.

### Malformaciones vasculares
Las angiodisplasias son malformaciones vasculares de arterias, venas o vasos linfáticos que pueden presentarse en enorme complejidad y variedad.

## Tipo de exámenes
El examen físico per se centra en la historia y el cuadro clínico en la inspección de venas, vasos linfáticos y perfusión tisular y palpación de los pulsos en las regiones afectadas.
Para la mayoría de los trastornos circulatorios y enfermedades venosas, un examen ecográfico de las arterias o venas, que posiblemente incluya Doppler y Doppler color, ya permite un diagnóstico y una planificación fiables de la terapia. En casos de duda y antes de las operaciones planificadas, en algunos casos es útil obtener más imágenes de diagnóstico. Dependiendo de las necesidades se pueden utilizar exámenes de rayos Xcon medios de contraste ( angiografía, venografía o tomografía computarizada) y tomografía por resonancia magnética ("angio MRT").
La pletismografía, la microscopía capilar y la reografía por reflexión de luz se utilizan para cuestiones angiológicas especiales.